# Давидов Анатолій Іванович
Анато́лій Іва́нович Дави́дов (*8 лютого 1938 с. Бочечки Конотопського району Сумської області — †5 січня 2002, Київ) —український письменник. Член Спілки письменників України від 1976, лауреат літературних премій.

### Нагороди
- Літературна премія ім. Лесі Українки (1987);
- Літературно-мистецька премія імені Олени Пчілки (1999)

## Життєпис
Народився 8 лютого 1938 року в селі Бочечки (за іншими даними — Бочки) (тепер Конотопського району Сумської області), батьки були вчителями, і передали йому цю професію у спадок. Анатолій Іванович мав сім'ю, двох синів. Помер у Києві 5 січня 2002 року. Похований на Лісному цвинтарі..
Закінчив 1960 факультет природознавства Ніжинського педінституту. Працював учителем біології. Деякий час був на комсомольській, від 1969 — на партійній роботі. Завідував відділом природознавства у журналі «Знання та праця»,1975—1984 був головним редактором журналу «Барвінок», 1984—1994 — директором видавництва «Молодь».
Почав друкуватися від 1961. Створив для дітей та юнацтва багато книг. Серед них найбільше науково-художніх, де розповідається про життя природи. У 60-і роки організував юнацький клуб «Біон» при Київському палаці піонерів, куди він запрошував науковців і письменників, з якими спілкувалися юннати (юні натуралісти). Серед знаних гостей були Микола Амосов, Олесь Бердник, та інші, як згадує тодішня учениця Олена Голуб.
Перша книжечка «Ширшає виднокруг» вийшла 1967, далі — «Сонячні вершники» (1969), «Експедиція „Суничка“» (1971), «Катамаран» (1974), «Голубий патруль» (1974), «Без креслень і кельми» (1975), «Знай, люби, бережи» (1979), «Скарб» (1980), «Сонечко спить у дзвониках» (1986), «Озивайко» (1987), «Не так вже й тісно на Землі» (1987), «Пригоди Озивайка», «Цілющий камінь», «Про Озивайка, лісовий люд та їхні незвичайні пригоди» та ін..
Збірка оповідань «Сонечко спить у дзвониках» дістала високу відзнаку — премію імені Лесі Українки(1987). У 1999 році за збірку «Цілющий камінь» Анатолій Давидов був удостоєний премії імені Олени Пчілки (1999).
Михайло Стельмах так визначив творчу індивідуальність цього автора:

| « «Анатолій Давидов – письменник своєї землі, а отже, свого кореня і нев’янучої гілки. Йому близьке і дороге те, повз чого проходить людина байдужа, з холодним серцем, порожньою душею. Таким людям письменник нагадує : подивіться навколо себе, погляньте під ноги, не минайте ні роси, ні краси. Обережно ступайте по цій теплій і сивій одвіку, прабатьківській землі» |
Окремі твори перекладено російською, білоруською, казахською, узбецькою, молдавською, німецькою, чеською, словацькою та ін. мовами.
Твори Давидова приваблюють глибоким знанням природи, любов'ю до неї, а також розумінням внутрішнього світу дітей. Письменник прагне прищепити їм бажання вивчати світ рослин і тварин, берегти його. Він пише й про людські стосунки, про дитячі справи, пригоди, вчить шанувати сучасне й минуле.
Цікаве оповідання «Вдячність» із циклу «Таємниці старого дуба». Дуб, наче жива істота, спостерігає все, що діється навкруги, пригадує своє довге життя, піклується про жолуді, які продовжують його рід. Але у дубі — дупло, й пишатися серед дерев йому вже недовго… Та ось приїхали до лісу люди — вчитель з учнями, полікували стовбур, замазали дупло, обгородили. І тут дуб із вдячністю впізнає у старому вчителеві юнака, якого він порятував у роки війни від ворога.
Оповідання це близьке до казки, які теж писав Давидов. Найкраща з них — про Озивайка, лісового хлопчика, який доглядає ліс, дружить з тими, хто любить природу.